# 1346 Gotha
Gotha (asteróide 1346) é um asteróide da cintura principal, a 2,1645227 UA. Possui uma excentricidade de 0,1770363 e um período orbital de 1 558 dias (4,27 anos).
Gotha tem uma velocidade orbital média de 18,36546806 km/s e uma inclinação de 13,84207º.
Esse asteróide foi descoberto em 5 de Fevereiro de 1929 por Karl Reinmuth.